# Торговля людьми в Государстве Палестина
Торговля людьми в Государстве Палестина — осуществляемая в данном регионе вербовка, перевозка, передача или получение людей насильственными методами с целью дальнейшей эксплуатации.
Эксплуатация включает сексуальное рабство, принудительный труд, детский труд. Торговля женщинами осуществляется с целью вовлечения их в проституцию.

## Исследования
В декабре 2009 года Фонд развития женщин Организации Объединённых Наций (ЮНИФЕМ) опубликовал 26-страничный отчёт, в котором констатировался факт о недостатке данных о торговле людьми в Палестине. В докладе содержится призыв к палестинской администрации принять новое законодательство, которое должно гарантировать, что с женщинами, пострадавшими от торговли людьми, будут обращаться как с жертвами преступлений, а не как с правонарушительницами.

## Зафиксированные случаи
3 октября 2024 года, во время войны в Газе, гражданка Ирака езидского происхождения Фаузия Амин Сиду, в возрасте 11 лет проданная в рабство связанному с «Исламским государством» боевику ХАМАСа и проведшая следующие 10 лет в секторе Газа в качестве рабыни, была спасена и отправлена домой к её семье. Сложная операция по её освобождению была проведена совместно Израилем, США и другими представителями международного сообщества.